# باري براون (مغن مؤلف)
باري براون هو مغن مؤلف كندي، ولد في 17 ديسمبر 1952.